# Eudissoctena maurella
Eudissoctena maurella är en fjärilsart som beskrevs av Hans Rebel 1935. Eudissoctena maurella ingår i släktet Eudissoctena och familjen säckspinnare. Inga underarter finns listade i Catalogue of Life.